# مؤسسة النوم الوطنية
المؤسسة الوطنية الأمريكية للنوم (NSF) في الولايات المتحدة الأمريكية هي منظمة مستقلة غير نفعية. تهدف المؤسسة إلى دعم الصحة العامة والسلامة من خلال الوصول إلى فهم كلي لكل من النوم واضطرابات النوم من خلال دعم الثقافة، الأبحاث والدعوة المتعلقة بالنوم.
تأسست المؤسسة عام 1990 وتعتمد في دعم برامجها على المساهمات التطوعية بما في ذلك المنح المقدمة من المؤسسات، الشركات (النقابات)، الوكالات الحكومية ومنظمات أخرى.
وتكمن أهداف مؤسسة النوم الوطنية في التأكيد على ما يلي:
1. إدراك الأمريكيون أن النوم عنصر أساسي لصحتهم وأن حصولهم على قدر كاف من النوم يعد من الأولويات.
2. معرفة الأمريكيون لعلامات وعوارض اضطرابات النوم والسعي لإيجاد العلاج الفعال.
3. تعمل المؤسسات الخاصة والعامة بطريقة منسجمة لتوفير النوم الأمثل لصحة الإنسان وأدائه.
4. انخفاض حدوث حالات القيادة أثناء النعاس فهي نادرة واستثناء.
5. الاكتشافات الجديدة المتعلقة بالنوم عززت التفاؤل بخصوص الصحة العامة واكتشاف ومعالجة اضطرابات النوم.

## البرامح والفعاليات
- أسبوع التوعية الوطنية للنوم - حملة من الثقافة العامة والمعرفة والتوعية تتزامن مع عودة التوقيت الصيفي و«تقديم الساعة» في الربيع سنوياً الذي يمكن أن يكون سببا في خسارة الأميركيين لساعة من النوم.
- استطلاعات الرأي الأمريكية عن النوم - تجرى سنوياً دراسات حول استطلاعات الرأي تركز على تركيبات سكانية مختلفة. مثال على ذلك، في عام 2006، تم تقييم آراء المراهقين والشباب البالغين، بينما ركز استطلاع الرأي عام 2004 على الرضع وصولاً إلى الأطفال في سن المدرسة.
- مراكز الرعاية الخاصة بالنوم – شارك أكثر من 800 مركز وطني ودولي للنوم مع جبهة الخلاص الوطني لرفع مستوى الوعي العام حول الأهمية الحيوية للنوم في مجتمعاتهم; كما أن مراكز النوم يدفعون الرسوم للمؤسسة الوطنية للنوم
- أسبوع منع القيادة أثناء النعاس – وهو حملة وطنية لإنقاذ حياة السائقين الشباب وذلك برفع مستوى الوعي بخطورة القيادة أثناء النعاس وتوفير مصادر التأييد على مستوى الدولة.
- حديث الوسادة (registration required) - وهو موقع شبكة اجتماعي يتيح للزوار مشاركة خبراتهم حول النوم واضطرابات النوم.

## استقلالية التمويل والتحرير
تتلقى المؤسسة الوطنية للنوم الدعم من عدة مصادر من ضمنها المتبرعون الأفراد، مبيعات المواد التعليمية، الإعلان، إيرادات الاستثمار، المنح والعضوية.
تشتمل أنواع العضوية على عضوية الأفراد، العضوية الاحترافية، عضوية نادي بيكويك، الجهات الراعية للتوعية حول النوم فضلا عن عضوية جمعية شركاء الوعي حول النوم (CSAP).
هذا وتشتمل مصادر المنح على المؤسسات، الشركات والوكالات الفدرالية.
أما المنح التي تقبل من قبل الشركات بما فيها الشركات المعنية بموضوع الرعاية الصحية والمنتجات الاستهلاكية والخدمات فهي تقبل من دون قيود، أي أن المؤسسة وحدها تحدد الأفكار والمضمون لما ينشر ويروج له البرنامج الذي أنشأ قبل من مقدمي المنح
ويتم تطوير و\أو مراجعة جميع الموارد التعليمية التي تنتجها المؤسسة الوطنية للنوم من قبل خبراء مستقلون يتم اختيارهم لمعرفتهم بموضوع محدد. حيث يشكلون فريق عمل لمراجعة مشروع متخصص وتسجل خدماتهم عادةً في المنشور الخاص بالمشروع.
تضمن سياسة المنظمة توافق توصياتها مع مواقف المعاهد الوطنية للصحة، نتائج إدارة الغذاء والدواء الأمريكية، أدلة عمل الجمعيات الطبية ذات العلاقة إضافة إلى البيانات الاحترافية المتفق عليها أو الدليل الأفضل المستند على البحث العلمي المنشور في مجلات استعراض الأقران.

## دليل مؤسسة النوم الوطنية لمحترفي النوم
تقدم مؤسسة النوم الوطنية دليلا إلكترونيا يسمى «اعثر على احترافي النوم»  من أجل المرضى الباحثين عن مختصي الرعاية الصحية في هذا المجال. حيث تضم قاعدة البيانات أخصائيي نوم واسعي الإطلاع وأطباء أسنان وأخصائيي العلاج السلوكي المعرفي علاوة على أطباء آخرين يعالجون المرضى من مشاكل النوم بشكل دوري.

## المنشورات والنشرات الإخبارية
تقوم مؤسسة النوم الوطنية بنشر ما يلي:
- sleepmatters- مجلة ربحت جائزة مؤسسة النوم الوطنية كونها مليئة بالأخبار القيمة والمعلومات والنصائح.
- NSF Alert – وهو عبارة عن نشرة إخبارية إلكترونية أسبوعية صادرة عن مؤسسة النوم الوطنية.

## وصلات أخرى
- Sleep Care Centers
- National Sleep Awareness Week
- DrowsyDriving.org

‌